# ألكس دايز
ألكس دايز (بالإسبانية: Alejandro Díez Salomón)‏ هو لاعب كرة قدم إسباني، ولد في 17 فبراير 1996 في قصرش في إسبانيا. لعب مع نادي ميريدا.

## وصلات خارجية
- ألكس دايز على موقع قاعدة بيانات كرة القدم.إي يو (الإنجليزية)
- ألكس دايز على موقع Soccerway.com (الإنجليزية)